# Albert S. Ruddy
Albert Stotland Ruddy (Montreal, 28 maart 1930 – Los Angeles, 25 mei 2024) was een Canadees scenarioschrijver en film- en televisieproducent. Met zowel The Godfather (1972) als Million Dollar Baby (2004) won hij de Oscar voor beste film.

## Biografie
Albert S. Ruddy werd in 1930 in Montreal (Canada) geboren en verhuisde op zevenjarige leeftijd met zijn familie naar New York. Zijn moeder, Ruth Ruddy Hertz, baatte in de jaren 1950 in New York een kledingzaak uit die gespecialiseerd was in bont.
Hij studeerde als tiener aan de prestigieuze highschool Brooklyn Tech, waarna hij een diploma in chemische technologie behaalde aan de City College of New York. Na twee jaar als ingenieur gewerkt te hebben, besloot hij om een opleiding architectuur aan de University of Southern California te volgen. Om zijn studies te financieren, werkte hij 's avonds in een tankstation.
Ruddy's eerste echtgenote was Françoise Wizenberg. De Frans-Amerikaanse vrouw veranderde later haar naam in Ma Prem Hasya en werd de persoonlijke secretaresse van goeroe Bhagwan Sri Rajneesh. In 1981 trouwde Ruddy met zijn tweede echtgenote, de 23 jaar jongere Wanda McDaniel, een van de topmedewerkers van het modehuis Armani. De twee kregen samen een zoon en een dochter.
Ruddy overleed op 25 mei 2024 na een kort ziekbed in een ziekenhuis in Los Angeles. Hij werd 94 jaar oud.

## Carrière
Na zijn opleiding architectuur ging Ruddy voor een bouwbedrijf in New Jersey werken. Tijdens een feestje in New York leerde hij toevallig Jack L. Warner kennen. De voorzitter van Warner Brothers bood hem een bestuursfunctie bij de studio aan, maar omdat het bedrijf niet veel later gedwongen werd een personeelsbesparing door te voeren, zat hij al snel zonder baan. Ruddy werkte vervolgens een poos voor de RAND Corporation alvorens als scenarioschrijver aan de slag te gaan bij de televisie-afdeling van Universal Studios.
Midden jaren 1960 verliet hij Universal om in dienst van Marlon Brando's vader de film Wild Seed te producen. Het betekende het begin van zijn carrière als film- en televisieproducent. Op het kleine scherm lanceerde hij vervolgens de succesvolle sitcom Hogan's Heroes (1965–1971).
Begin jaren 1970 werd hij door Paramount Pictures ingeschakeld om The Godfather (1972), een verfilming van Mario Puzo's gelijknamige bestseller, te producen. Ondanks een budget van slechts zes miljoen dollar en een moeilijke productie groeide de maffiafilm uit tot een groot succes. Ruddy zelf werd voor The Godfather bekroond met de Oscar voor beste film.
Midden jaren 1970 verwierf Ruddy de rechten op de bekende roman Atlas Shrugged (1957) van filosofe Ayn Rand, maar omdat de schrijfster zeggenschap wilde over zowel het script als de finale montage van de film kwam het uiteindelijk nooit tot een verfilming.
Na The Godfather kende Ruddy ook financieel succes met de komische sportfilm The Longest Yard (1974) en de actiekomedie The Cannonball Run (1981), twee producties waarin Burt Reynolds de hoofdrol vertolkte. Later zou Ruddy ook nog twee remakes van The Longest Yard en twee sequels van The Cannonball Run producen, met wisselend succes.
In de jaren 1990 bedacht en producete hij samen met onder meer Paul Haggis de langlopende televisieserie Walker, Texas Ranger (1993–2001). Nadien werkten Ruddy en Haggis ook samen aan het sportdrama Million Dollar Baby (2004) van regisseur Clint Eastwood. Voor die film mocht de toen 74-jarige Ruddy voor de tweede keer de Oscar voor beste film in ontvangst nemen.

## Filmografie

### Film
| Jaar | Titel                      | Rol                           |
| ---- | -------------------------- | ----------------------------- |
| 1965 | Wild Seed                  | producent                     |
| 1970 | Little Fauss and Big Halsy | producent                     |
| 1971 | Making It                  | producent                     |
| 1972 | The Godfather              | producent                     |
| 1974 | The Longest Yard           | producent, verhaal            |
| 1975 | Coonskin                   | producent                     |
| 1978 | Matilda                    | producent, scenarist          |
| 1981 | Death Hunt                 | uitvoerend producent          |
| 1981 | The Cannonball Run         | producent                     |
| 1982 | Megaforce                  | producent, scenarist          |
| 1984 | Lassiter                   | producent                     |
| 1984 | Cannonball Run II          | producent, scenarist          |
| 1989 | Farewell to the King       | producent                     |
| 1989 | Speed Zone                 | uitvoerend producent          |
| 1990 | Impulse                    | producent                     |
| 1992 | Ladybugs                   | producent                     |
| 1994 | Bad Girls                  | producent, verhaal            |
| 1994 | The Scout                  | producent                     |
| 1996 | Heaven's Prisoners         | producent                     |
| 2001 | Mean Machine               | uitvoerend producent          |
| 2004 | Million Dollar Baby        | producent                     |
| 2005 | The Longest Yard           | uitvoerend producent, verhaal |
| 2006 | Cloud 9                    | producent, scenarist          |
| 2008 | Camille                    | producent                     |
| 2014 | Sabotage                   | uitvoerend producent          |
| 2019 | A Gunman's Curse           | producent                     |

### Televisie
| Jaar      | Titel                               | Rol                            |
| --------- | ----------------------------------- | ------------------------------ |
| 1963      | The Lloyd Bridges Show              | scenarist                      |
| 1965–1971 | Hogan's Heroes                      | bedenker, scenarist            |
| 1971      | Thunderguys                         | producent                      |
| 1976      | How the West Was Won                | bedenker, producent            |
| 1976      | Revenge for a Rape                  | verhaal                        |
| 1991      | Miracle in the Wilderness           | uitvoerend producent           |
| 1993–2001 | Walker, Texas Ranger                | bedenker, uitvoerend producent |
| 1997      | Married to a Stranger               | uitvoerend producent           |
| 1998      | Martial Law                         | uitvoerend producent           |
| 2000      | Running Mates                       | uitvoerend producent           |
| 2002      | Georgetown                          | producent                      |
| 2002      | Flatland                            | uitvoerend producent           |
| 2005      | Walker, Texas Ranger: Trial by Fire | bedenker                       |

## Prijzen en nominaties
| Film                       | Categorie                    | Uitslag        |
| Academy Awards             | Academy Awards               | Academy Awards |
| -------------------------- | ---------------------------- | -------------- |
| The Godfather (1972)       | Beste film                   | Gewonnen       |
| Million Dollar Baby (2004) | Beste film                   | Gewonnen       |
| Golden Globes              |                              |                |
| The Godfather (1972)       | Beste film (drama)           | Gewonnen       |
| The Longest Yard (1974)    | Beste film (komedie/musical) | Gewonnen       |
| Premi David di Donatello   |                              |                |
| The Godfather (1972)       | Beste buitenlandse film      | Gewonnen       |
| Razzies                    |                              |                |
| Megaforce (1982)           | Slechtste film               | Genomineerd    |
| Cannonball Run II (1984)   | Slechtste film               | Genomineerd    |
| Cannonball Run II (1984)   | Slechtste scenario           | Genomineerd    |